# 津田純
津田 純（つだ じゅん）は日本のゲームクリエイター。バンプール所属。

## 略歴
オーパスにてグルーヴ地獄Vなど、いくつかの作品を手がけた後にバンプールへ移籍。以降は同社の企画チーフとして活動。

## 作品
- DEPTH：開発ディレクション
- グルーヴ地獄V：開発ディレクション
- BEAT PLANET MUSIC：企画、ディレクション
- エンドネシア：企画（工藤太郎と共同）
- もぎたてチンクルのばら色ルッピーランド：企画
- いろづきチンクルの恋のバルーントリップ：ディレクション
- Wiiリモコンプラス バラエティ：プロデューサー
- ザ・ローリング・ウエスタン：ディレクション
- ザ・ローリング・ウエスタン 最後の用心棒：ディレクション
- ザ・デッドヒートブレイカーズ：ディレクション
- スーパーカービィハンターズ:ディレクター

## 関連記事
- ゲームクリエイター一覧